# كربيد النيوبيوم
كربيد النيوبيوم هو مركب كيميائي لاعضوي صيغته NbC، ويوجد على هيئة مسحوق رمادي.

## التحضير
يحضر هذا المركب من التفاعل المباشر بين عنصري النيوبيوم والكربون تحت التفريغ عند درجات حرارة تقارب  1800 °س:
{\displaystyle {\ce {Nb + C -> NbC}}}

## الخواص
يوجد المركب في الشروط القياسية على هيئة مسحوق بلوري رمادي، وهو غير قابل للانحلال في الماء.
يوجد النيوبيوم في هذا المركب بحالة الأكسدة +4.
يتميز هذا المركب بأنه مادة حرارية ذات صلادة مرتفعة ونقطة انصهار مرتفعة. تبلغ قيمة معامل يونغ ما يقارب 452 غيغاباسكال؛ وقيمة معامل القص 182 غيغاباسكال.

## الاستخدامات
يدخل كربيد النيوبيوم في تركيب بعض أنواع الفولاذ المستخدمة لتطبيقات خاصة مثل صناعة حلق الكباسات.